# Momoiro Clover Z
Momoiro Clover Z (ももいろクローバーZ Momoiro Kurōbā Zetto, bogstavelig «Lyserød kløver Z») er en japansk idolpigegruppe, oprettet af Stardust Promotion i 2008. Momoiro Clover Z består af 5 teenage-piger.

## Medlemmer
| Navn                        | Fødselsdato           | Medlemsfarve | Bemærkninger      |
| --------------------------- | --------------------- | ------------ | ----------------- |
| Kanako Momota (百田 夏菜子) | 12. juli 1994 (30 år) | Rød          | Leder             |
| Shiori Tamai (玉井 詩織)    | 4. juni 1995 (29 år)  | Gul          | Kælenavn: Shiorin |
| Ayaka Sasaki (佐々木 彩夏)  | 11. juni 1996 (28 år) | Lyserød      | Kælenavn: Ārin    |
| Reni Takagi (高城 れに)     | 21. juni 1993 (31 år) | Lilla        | Tidligere leder   |

### Tidligere medlemmer
| Navn                       | Fødselsdato            | Medlemsfarve | Bemærkninger     |
| -------------------------- | ---------------------- | ------------ | ---------------- |
| Akari Hayami (早見 あかり) | 17. marts 1995 (29 år) | Blå          | Kælenavn: Akarin |
| Momoka Ariyasu (有安 杏果) | 15. marts 1995 (29 år) | Grøn         | Korteste medlem  |

Andre
- Runa Yumikawa (弓川留奈); født 4. februar 1994
- Tsukina Takai (高井 つき奈); født 6. juli 1995
- Miyū Wagawa (和川 未優); født 19. december 1993
- Manami Ikura (伊倉 愛美); født 4. februar 1994
- Sumire Fujishiro (藤白 すみれ); født 8. maj 1994
- Yukina Kashiwa (柏 幸奈); født 12. august 1994

## Diskografi

### Studiealbum
| Nr. | Titel                                                           | Udgivelsesdato   | Hitliste placering         | Certificering (RIAJ) |
| Nr. | Titel                                                           | Udgivelsesdato   | Oricon Weekly Albums Chart | Certificering (RIAJ) |
| --- | --------------------------------------------------------------- | ---------------- | -------------------------- | -------------------- |
| 1   | Battle and Romance (バトル アンド ロマンス Batoru ando Romansu) | 27. juli 2011    | 3                          | Gold                 |
| 2   | 5th Dimension (5TH DIMENSION Fifusu Dimenshon)                  | 10. april 2013   | 1                          |                      |
| 3   | Amaranthus (AMARANTHUS Amaransasu)                              | 17. februar 2016 | 2                          |                      |
| 4   | Hakkin no Yoake (白金の夜明け)                                  | 17. februar 2016 | 1                          |                      |

### Singler
| Nr.                     | Titel | Udgivelsesdato          | Hitliste placering          | Hitliste placering      | Certificering (RIAJ)    | Album                   |                         |                         |
| Nr.                     | Titel | Udgivelsesdato          | Oricon Weekly Singles Chart | Billboard Japan Hot 100 | Certificering (RIAJ)    | Album                   |                         |                         |
| Uafhængigt pladeselskab | Uafhængigt pladeselskab | Uafhængigt pladeselskab | Uafhængigt pladeselskab     | Uafhængigt pladeselskab | Uafhængigt pladeselskab | Uafhængigt pladeselskab | Uafhængigt pladeselskab | Uafhængigt pladeselskab |
| ----------------------- | --- | ----------------------- | --------------------------- | ----------------------- | ----------------------- | ----------------------- | ----------------------- | ----------------------- |
| 1                       | "Momoiro Punch" (ももいろパンチ Momoiro Panchi)                                                                                   | 5. august 2009          | 23                          | —                       |                         | —                       |                         |                         |
| 2                       | "Mirai e Susume!" (未来へススメ！)                                                                                                | 11. november 2009       | 11                          | —                       |                         | —                       |                         |                         |
| Store pladeselskab      | |                         |                             |                         |                         |                         |                         |                         |
| 1                       | "Ikuze! Kaitō Shōjo" (行くぜっ！怪盗少女)                                                                                         | 5. maj 2010             | 3                           | 19                      |                         | Battle and Romance      |                         |                         |
| 2                       | "Pinky Jones" (ピンキージョーンズ)                                                                                                | 10. november 2010       | 8                           | 28                      |                         | Battle and Romance      |                         |                         |
| 3                       | "Mirai Bowl / Chai Maxx" (ミライボウル/Chai Maxx Mirai Bōru / Chai Makkusu)                                                       | 7. marts 2011           | 3                           | 12                      |                         | Battle and Romance      |                         |                         |
| 4                       | "Z Densetsu ~Owarinaki Kakumei~" (Z伝説 ～終わりなき革命～)                                                                       | 6. juli 2011            | 5                           | 22                      |                         | Battle and Romance      |                         |                         |
| 5                       | "D' no Junjō" (D'の純情) | 6. juli 2011            | 6                           | 59                      |                         | Battle and Romance      |                         |                         |
| 6                       | "Rōdō Sanka" (労働賛歌) | 23. november 2011       | 7                           | 13                      |                         |                         |                         |                         |
| 7                       | "Mōretsu Uchū Kōkyōkyoku. Dai Nana Gakushō „Mugen no Ai“" (猛烈宇宙交響曲・第七楽章「無限の愛」)                                  | 7. marts 2012           | 5                           | 2                       | Gold                    |                         |                         |                         |
| 8                       | "Otome Sensō" (Z女戦争) | 27. juni 2012           | 3                           | 3                       | Gold                    |                         |                         |                         |
| —                       | "Nippon Egao Hyakkei" (ニッポン笑顔百景) - udgivet under navnet Momoclo Tē Ichimon (桃黒亭一門)                                   | 5. september 2012       | 6                           | —                       |                         |                         |                         |                         |
| —                       | "Ikuze! Kaitō Shōjo ~Special Edition~" (行くぜっ！怪盗少女 ～Special Edition～) - genudgivelse                                    | 26. september 2012      | 7                           | 29                      |                         |                         |                         |                         |
| 9                       | "Saraba, Itoshiki Kanashimitachi yo" (サラバ、愛しき悲しみたちよ)                                                                 | 21. november 2012       | 2                           | 1                       | Gold                    |                         |                         |                         |
| 10                      | "GOUNN" | 6. november 2013        | 2                           | 2                       |                         | —                       |                         |                         |
| 11                      | "Naite mo Iin Da yo" (泣いてもいいんだよ)                                                                                         | 8. maj 2014             | 1                           | 2                       |                         | Amaranthus              |                         |                         |
| 12                      | "MOON PRIDE" | 30. juli 2014           | 3                           | 3                       |                         | Hakkin no Yoake         |                         |                         |
| 13                      | "Yume no Ukiyo ni Saite Mi na" (夢の浮世に咲いてみな) - collaboration single released under the alias of Momoiro Clover Z vs KISS | 28. januar 2015         | 2                           | —                       |                         | Hakkin no Yoake         |                         |                         |
| 14                      | "Seishunfu" (青春賦) | 11. marts 2015          | 4                           | 4                       |                         | Amaranthus              |                         |                         |
| 15                      | "Z no Chikai" (「Z」の誓い "The Oath of Z")                                                                                       | 29. april 2015          | 4                           | 5                       |                         | Hakkin no Yoake         |                         |                         |
| 16                      | "The Golden History" (ザ・ゴールデン・ヒストリー)                                                                                 | 7. september 2016       | 2                           | 4                       |                         |                         |                         |                         |
| 17                      | "Blast" (BLAST) | 2. august 2017          | 3                           |                         |                         |                         |                         |                         |

## Musikvideoer
| Single nr.              | Titel                                                            | Officielle video på YouTube |
| Uafhængigt pladeselskab | Uafhængigt pladeselskab                                          | Uafhængigt pladeselskab     |
| ----------------------- | ---------------------------------------------------------------- | --------------------------- |
| 1                       | "Momoiro Punch"                                                  |                             |
| 2                       | "Mirai e Susume!"                                                |                             |
| Store pladeselskab      |                                                                  |                             |
| 1                       | "Ikuze! Kaitō Shōjo"                                             | se                          |
| 2                       | "Pinky Jones"                                                    | se                          |
| 2                       | "Coco Natsu" (ココ☆ナツ)                                         |                             |
| 2                       | "Kimi to Sekai" (キミとセカイ)                                   |                             |
| 3                       | "Mirai Bowl"                                                     | se                          |
| 3                       | "Chai Maxx"                                                      | se                          |
| 4                       | "Z Densetsu ~Owarinaki Kakumei~"                                 | se                          |
| 5                       | "D' no Junjō"                                                    | se                          |
| 6                       | "Rōdō Sanka"                                                     | se                          |
| 6                       | "Santa-san" (サンタさん)                                         | se                          |
| 7                       | "Mōretsu Uchū Kōkyōkyoku. Dai Nana Gakushō „Mugen no Ai“"        | se                          |
| 8                       | "Otome Sensō"                                                    | se                          |
| 8                       | "PUSH"                                                           | se                          |
| 8                       | "Mite Mite Kocchichi" (みてみて☆こっちっち) (koreografisk video) | se                          |
| 9                       | "Saraba, Itoshiki Kanashimitachi yo"                             | se                          |
| 9                       | "Wee-Tee-Wee-Tee"                                                | se                          |